# Губарів
Гу́барів —  село в Україні, у Кам'янець-Подільському районі Хмельницької області.

## Історія
З 1991 року в складі незалежної України.
20 серпня 2015 року шляхом об'єднання сільських рад, село увійшло до складу Новоушицької селищної громади.
До адміністративної реформи 19 липня 2020 року село належало до Новоушицького району, після увійшло до складу Кам'янець-Подільського району.

## Населення
Населення становить 84 особи.

## Відомі люди
- Олександр Зінчук (1975—2023) — військовий Збройних сил України, учасник російсько-української війни.